# El Maderal
El Maderal är en ort i Spanien.   Den ligger i provinsen Provincia de Zamora och regionen Kastilien och Leon, i den centrala delen av landet, 190 km nordväst om huvudstaden Madrid. El Maderal ligger 832 meter över havet och antalet invånare är 260.
Terrängen runt El Maderal är platt. Runt El Maderal är det glesbefolkat, med 14 invånare per kvadratkilometer. Närmaste större samhälle är Fuentesaúco, 11,9 km sydost om El Maderal. Trakten runt El Maderal består till största delen av jordbruksmark.